# Pasternakowa Turniczka
Pasternakowa Turniczka (słow. Pastrnákova vežička) – turnia wznosząca się w zachodniej ścianie Turni nad Drągiem opadającej w kierunku Zmarzłej Kotliny w Dolinie Złomisk w słowackiej części Tatr Wysokich. Pasternakowa Turniczka znajduje się mniej więcej w 2/3 wysokości tej ściany, po jej prawej stronie. Od Turni nad Drągiem na wschodzie oddziela ją przełączka zwana Pasternakowym Przechodem, przez którą przebiega ciąg zachodów zwanych Stwolską Ławką. Na wierzchołek Pasternakowej Turniczki nie wiodą żadne znakowane szlaki turystyczne, jest ona dostępna jedynie dla taterników.
Nazewnictwo Pasternakowej Turniczki upamiętnia Jána Pastrnáka – XIX-wiecznego myśliwego pochodzącego ze Stwoły na Spiszu i najprawdopodobniej pierwszego zdobywcę jej wierzchołka (wraz z Jánem Rumanem Driečnym, podczas pierwszego przejścia Stwolskiej Ławki).